# Cattedrale della Natività di Nostra Signora (Velikij Novgorod)
La cattedrale della Natività di Nostra Signora (in russo Собор Рождества Богородицы?, Sobor Roždestva Bogorodicy) è una chiesa ortodossa russa di Velikij Novgorod e fa parte del complesso del monastero di Antoniev.
Si tratta della prima chiesa conosciuta della città a non essere stata costruita su ordine di un principe, sebbene il suo stile architettonico resti fedele a quello di molte altre chiese della Rus' di Kiev costruite da mastri principeschi tra il 1113 e il 1119. La chiesa venne commissionata da Antonio di Roma, un abate convertitosi all'Ortodossia proveniente dall'Occidente, che tuttavia godette del supporto del principe di Novgorod, sia per ragioni politiche, sia perché il principe deteneva il monopolio sui materiali e sulla manodopera necessari per la costruzione in muratura.

## Storia
La chiesa venne eretta dopo il 1130 sulla porta occidentale di una precedente chiesa in pietra dedicata alla Natività della Santissima Theotókos. Tra il XIV e il XV secolo l'edificio venne danneggiato da una serie di incendi, poi nel XVI secolo venne costruito un tetto a due falde e fu aggiunto un piccolo portico dove fu posta una pietra sulla quale, secondo la leggenda, Antonio di Roma avrebbe navigato verso Novgorod. Nel 1671 venne inaugurata l'estensione meridionale con la cappella dedicata ad Antonio, mentre nel 1680 venne costruita a nord la cappella di san Giovanni Evangelista. Nel 1699 venne eretto un nuovo portico che occupava l'intera larghezza della cattedrale, poi nel XVIII secolo vennero tagliate le finestre e fu costruito un tetto a quattro falde con grandi cupole a cipolla, raggiungendo l'aspetto che possiede ancora oggi.

## Architettura
Sebbene lo stile architettonico resti fedele alla tradizione dell'architettura ecclesiastica di Novgorod, l'edificio presenta degli elementi innovativi: ad esempio, i due pilastri occidentali sotto l'incrocio centrale sono ottagonali, e non cruciformi come si nota nel resto delle chiese russe medievali. Inoltre, la galleria del coro sopra il nartece si raggiunge con una scala a chiocciola in una torre dalla base rotonda, e non quadrata, il ché accresce il senso di plasticità della struttura. Le pareti sono modellate più rozzamente rispetto a quelle delle chiese principesche del XII secolo.
A est dell'edificio sono concentrati gli affreschi più antichi. Nell'arco dell'altare si trovano medaglioni con le immagini dei Venerabili Gerasim e Caritone, oltre alle immagini dei sommi sacerdoti Mosè e Aronne. La stanza del diacono conserva il dipinto dedicato a Giovanni Battista e altre immagini di santi sconosciuti. L'altare, il cui tema pittorico è dedicato alla Madre di Dio, presenta la Presentazione della Vergine Maria e frammenti della composizione La Natività della Madre di Dio. Nella parte occidentale dell'edificio si trovano affreschi ben conservati.